# Nanten Iwa
Nanten Iwa är en kulle i Antarktis. Den ligger i Östantarktis. Norge gör anspråk på området. Toppen på Nanten Iwa är 2 172 meter över havet, eller 31 meter över den omgivande terrängen. Bredden vid basen är 2,7 km.
Terrängen runt Nanten Iwa är platt österut, men västerut är den kuperad. Trakten är obefolkad. Det finns inga samhällen i närheten.